# Lise Klaveness
Lise Klaveness (Meland, 19 d'abril de 1981) és una advocada i exfutbolista noruega que va arribar a jugar 73 partits internacionals amb la selecció de Noruega entre 2002 i 2011. Actualment és la presidenta de la Federació Noruega de Futbol (NFF), convertint-se en la primera dona a liderar l'organització en els seus 120 anys d'història.
Klaveness va anunciar la seva retirada del futbol el març de 2012. A més de la seva carrera com a advocada, també exerceix com a jutge adjunta al tribunal d'Oslo. Des de la seva retirada, Klaveness també ha treballat per a Norsk Rikskringkasting com a comentarista de televisió de la Copa del Món de Futbol de 2014, després del qual va ser objecte de crítiques masclistes per part de trols d'internet.
Des que va assumir el seu paper al capdavant de l'NFF el març del 2022, Klaveness ha defensat un canvi a la FIFA, especialment pel que fa a la designació de Qatar com a seu de la Copa del Món de Futbol de 2022. En resposta als informes sobre les condicions laborals abusives que van provocar la mort de 6.500 d'obrers migrants que treballaven en la construcció dels estadis de futbol, Klaveness va reivindicar condicions segures i un salari just per als treballadors. També es va pronunciar en contra de la decisió de la FIFA de permetre que Qatar acollís el mundial enumerant les violacions dels drets humans del país, com les lleis anti-LGTBI i la discriminació social de les dones.